# Xie Zhiling
Xie Zhiling, född 8 december 1963, är en friidrottare från Kina. Hon deltog vid olympiska sommarspelen 1988.